# 28738 Carolinolan
28738 Carolinolan este un asteroid din centura principală de asteroizi.

## Descriere
28738 Carolinolan este un asteroid din centura principală de asteroizi. A fost descoperit pe 8 aprilie 2000 la Socorro, New Mexico, în cadrul proiectului LINEAR. Asteroidul prezintă o orbită caracterizată de o semiaxă mare de 2,41 ua, o excentricitate de 0,10 și o înclinație de 6,1° în raport cu ecliptica.